# Julius Thomson (Ruderer)
Julius Alexander Thomson (* 4. September 1882 in Toronto; † 26. Oktober 1940 in Kenora) war ein kanadischer Ruderer.

## Karriere
Thomson nahm an den Olympischen Spielen 1908 in London teil und gewann mit dem Achter des Argonaut Rowing Club die Bronzemedaille. Neben seiner sportlichen Laufbahn war er in der Versicherungsbranche tätig und arbeitete unter anderem für die Ontario Accident Insurance Company.